# Laetitia Krupa
Pour les articles homonymes, voir Krupa.
Laetitia Krupa, née le 29 juin 1975 à Antony et morte le 20 mars 2024 à Paris 15e, est une journaliste politique française.

## Biographie
Née de parents scientifiques, Laetitia Krupa est diplômée de l'Institut français de presse (IFP) et de l'Institut d'études politiques de Bordeaux (Sciences Po).
Elle commence sa carrière à Radio France, avant de rejoindre I>Télé en 2001. Reporter sur le terrain, elle collabore à partir de 2007 à l'émission + Clair de Canal+ présentée par Charlotte Le Grix de La Salle. Elle quitte la chaîne cryptée en 2009, pour devenir chroniqueuse dans l'émission Médias, le mag, présentée par Thomas Hugues sur France 5 où elle exerce le rôle d'intervieweuse. En 2016, elle intègre l'émission de Ruth Elkrief sur BFM TV où elle décrypte les discours des différents candidats à l'élection présidentielle de 2017. Parallèlement, elle signe plusieurs articles dans Le Journal du dimanche, puis devient chroniqueuse dans Le Débat des grandes voix de Nathalie Levy sur Europe 1.
En 2020, Laetitia Krupa participe en tant que chroniqueuse à plusieurs émissions de la saison 14 d'On n'est pas couché de Laurent Ruquier sur France 2. En mai 2021, elle signe l'ouvrage La Tentation du Clown : Comment un candidat hors système va bouleverser la présidentielle aux éditions Buchet-Chastel évoquant notamment Éric Zemmour comme possible candidat à l'élection présidentielle de 2022. Elle rejoint ensuite Public Sénat où elle est éditorialiste politique dans Sens public, la nouvelle émission de Thomas Hugues. Elle anime aussi le podcast C tout com avec Gaspard Gantzer sur France Info,.
En janvier 2023, elle s'est mise en retrait de l'antenne pour raisons de santé. Laetitia Krupa meurt de maladie le 20 mars 2024 dans le 15e arrondissement de Paris à l'âge de  48 ans,. 

### Vie privée
Elle est mère d'une fille prénommée Rose,.

## Documentaire
- 2016 : Alice et Aristide réalisé par Laetitia Krupa et diffusé sur la chaîne L'Équipe
  - Documentaire sur le joueur de rugby Aristide Barraud et sa sœur Alice, blessés lors des attentats du 13 novembre 2015[12].

## Ouvrages
- La Tentation du Clown : Comment un candidat hors système va bouleverser la présidentielle, éditions Buchet-Chastel, 6 mai 2021, 288 p. (ISBN 978-2283035184).